# Presa di Hưng Hóa
La presa di Hưng Hóa (12 aprile 1884) fu un'importante vittoria francese nella Campagna del Tonchino (1883-1886).

## Contesto
Hưng Hóa fu catturata dai francesi un mese dopo la presa di Bắc Ninh. Il generale Charles-Théodore Millot, comandante in capo del Corpo di spedizione del Tonchino, dopo la vittoria a Bắc Ninh e dopo aver fatto piazza pulita delle sparute guarnigioni cinesi dell'esercito del Guangxi, organizzò una grande spedizione contro le Bandiere nere di Liu Yongfu e le forze annamesi del principe Hoàng Kế Viêm, che si erano ritirate a Hưng Hóa dopo la sconfitta subita durante la campagna di Sơn Tây (dicembre 1883). Nell'aprile 1884 Millot avanzò su Hưng Hóa con entrambe le brigate del Corpo di spedizione del Tonchino.

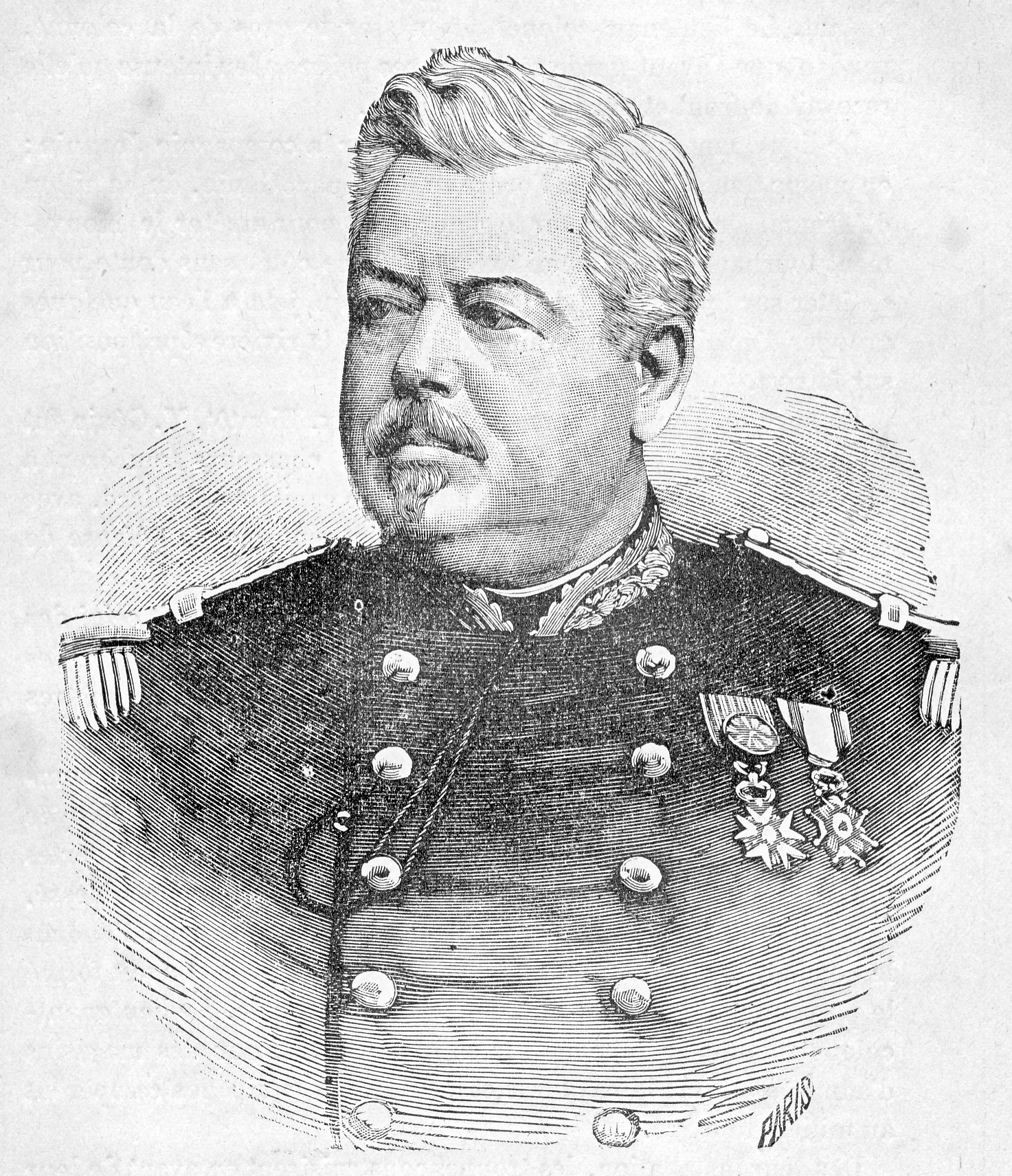
Generale Charles-Théodore Millot (1829–1889)
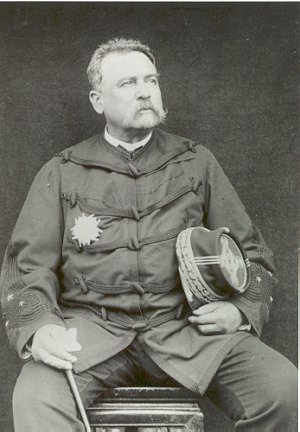
Generale Louis Brière de l'Isle (1827–1896)
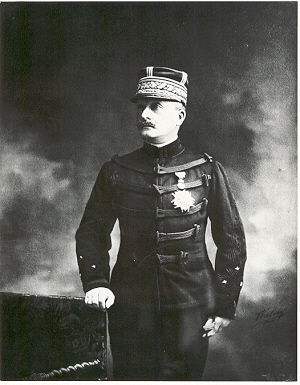
Generale François de Négrier (1842–1913)

## Marcia verso Hưng Hóa,4–10aprile1884

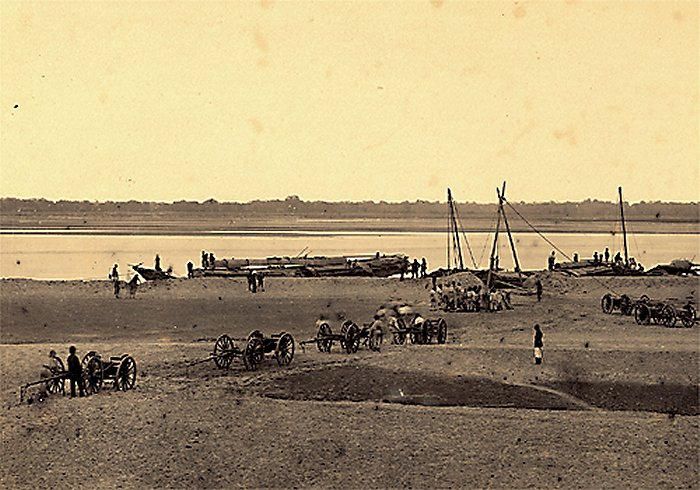
L'artiglieria francese attraversa il Fiume Nero durante la marcia verso Hưng Hóa, aprile 1884

La base per la campagna di Hưng Hóa fu Sơn Tây. La 1ª brigata del generale Louis Brière de l'Isle partì da Hanoi il 5 aprile 1884, dopo aver sfilato per la città in un'imponente dimostrazione di forza. La 2ª brigata del generale François de Négrier, schierata intorno a Bắc Ninh e Phu Liang Giang, partì per Hanoi il 4 aprile 1884. Il 5 aprile 1884 la 2ª brigata impiegò l'intera giornata nell'attraversamento del Fiume Rosso e il giorno successivo sfilò attraverso Hanoi dirigendosi a ovest verso Sơn Tây. Marciando via terra da Hanoi, passando per i campi di battaglia del 1883, le due brigate raggiunsero Sơn Tây rispettivamente il 6 e il 74 1884. L'8 aprile 1884 entrambe le brigate lasciarono Sơn Tây, marciando verso il Fiume Nero, in modo da avvicinarsi a Hưng Hóa rispettivamente da sud e da sud-est. Millot inviò il reggimento di fanteria di marina del colonnello Belin in avanscoperta per conquistare il villaggio di Tai Bắc sul Fiume Nero e fortificarlo come base per l'attraversamento del fiume e la successiva marcia su Hưng Hóa. Il 10 aprile 1884, dopo una giornata di esplorazione, la 1ª brigata di Brière de l'Isle raggiunse il Fiume Nero. L'11 aprile 1884, all'alba, la brigata partì verso sud compiendo un'ampia marcia di aggiramento con l'obbiettivo di minacciare la linea di ritirata di Liu Yongfu. La brigata attraversò il Fiume Nero e marciò verso nord-ovest lungo un sentiero di montagna, avvicinandosi a Hưng Hóa da sud.

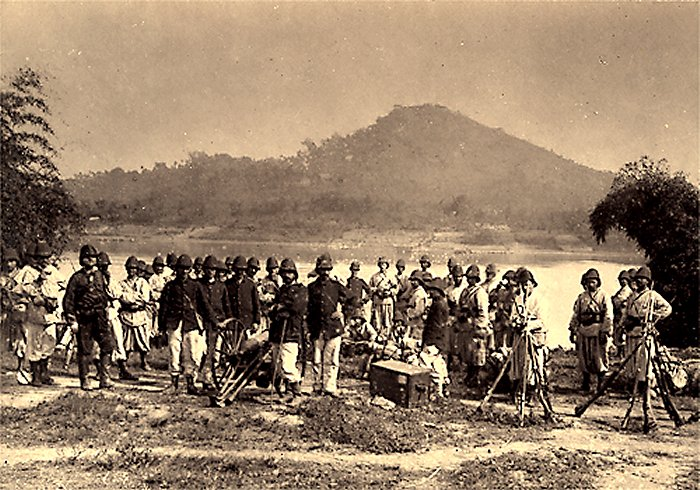
Artiglieri di marina e Turcos della 1ª brigata di Brière de l'Isle in una sosta sul Fiume Chiaro durante la marcia verso Hưng Hóa, aprile 1884

Nel frattempo, la 2ª brigata di de Négrier attraversò faticosamente il Fiume Nero a Vu Chu il 10 aprile 1884. Millot aveva approntato quindici giunche e due rimorchiatori per questa operazione, ma de Négrier aveva quasi 4000 uomini e un grosso treno di artiglieria da traghettare. Cinque soldati francesi e una dozzina di coolie, troppo impazienti per aspettare il loro turno, cercarono di attraversare il fiume a nuoto e, trascinati dalla forte corrente, annegarono. Queste furono le uniche vittime francesi della campagna di Hưng Hóa. Alle 6:00 dell'11 aprile 1884 la 2ª brigata lasciò il Fiume Nero e marciò verso ovest in direzione di Hưng Hóa. Alle 9:00 l'avanguardia della brigata occupò una posizione su un'altura boscosa che dominava il Fiume Rosso, sopra il villaggio di Trung Hà. L'altipiano su cui si trovavano le truppe francesi, fittamente coperto di alti pini a ombrello, offriva un punto di osservazione e una postazione di tiro ideale per l'artiglieria francese. Hưng Hóa, sulla riva meridionale del Fiume Rosso, era chiaramente visibile 5 km a ovest. Alle 10:00, l'artiglieria pesante di Millot e il grosso della fanteria della 2ª brigata erano riuniti sull'altopiano di Trung Hà. Le Bandiere nere rimasero all'interno di Hưng Hóa e non fecero alcun tentativo di contrastare l'avanzata francese. Millot sperava che le cannoniere della Flottiglia del Tonchino potessero sostenere l'attacco, ma la Hache e la Yatagan imbarcavano troppa acqua per navigare oltre la confluenza del Fiume Rosso e del Fiume Chiaro. Solo la Trombe e la Éclair raggiunsero la confluenza per prendere parte all'imminente battaglia.

## Bombardamento e presa di Hưng Hóa,11–12aprile1884
Le Bandiere nere avevano eretto un'impressionante serie di fortificazioni intorno a Hưng Hóa, ma Millot non fece alcun tentativo di attaccare le formidabili difese della città. Dopo aver bloccato frontalmente le Bandiere nere con la 2ª brigata del generale de Négrier, sottopose Hưng Hóa a un feroce bombardamento di artiglieria da Trung Hà utilizzando due batterie di artiglieria da 80 mm e una da 90 mm. Il bombardamento iniziò alle 10:00 dell'11 aprile 1884 e durò per diverse ore, incendiando molti edifici all'interno di Hưng Hóa e infliggendo pesanti perdite alle Bandiere nere. I francesi non subirono alcuna perdita in battaglia. I soldati della 2ª brigata trascorsero la giornata in completo ozio, godendosi il caldo sole primaverile e osservando il fumo che si levava da Hưng Hóa mentre l'artiglieria francese riduceva metodicamente la città in rovine. Mentre l'artiglieria di Millot bombardava Hưng Hóa, la 1ª brigata del generale Brière de l'Isle eseguì con successo la sua marcia a sud di Hưng Hóa. L'11 aprile 1884, vedendo comparire i Turcos e la fanteria di marina di Brière de l'Isle dietro il loro fianco a Xuân Đồng, le Bandiere nere evacuarono Hưng Hóa per non rimanervi intrappolate. Prima di andarsene incendiarono gli edifici rimasti. Il mattino seguente i francesi trovarono la città completamente abbandonata.

## Ordine del giorno
Il 13 aprile 1884 Millot emise il seguente ordine del giorno per celebrare la cattura di Hưng Hóa:

## Conseguenze
Data la sua importanza strategica, Millot decise di occupare Hưng Hóa. Nominò il tenente colonnello Jacques Duchesne commandant supérieur di Hưng Hóa e la città fu presidiata dal 1º e dal 2º battaglione della Legione Straniera (tenente colonnello Donnier e chef de bataillon Hutin). L'Esercito della bandiera nera si ritirò verso ovest, risalendo il Fiume Rosso fino a Thanh Quang, mentre le forze vietnamite del principe Hoàng ripiegarono a sud da Dong Yan verso il confine tra Annam e Tonchino, dirigendosi verso il santuario della provincia di Thanh Hóa, dove i francesi non avevano ancora installato alcuna guarnigione. Millot inviò il tenente colonnello Letellier con due battaglioni di Turcos e la cavalleria d'appoggio a contrastare la ritirata di Liu Yongfu e inviò il generale Brière de l'Isle con il resto della 1ª brigata all'inseguimento del principe Hoang.
Negli ultimi quindici giorni di aprile Brière de l'Isle inseguì le forze del principe Hoang nelle province sudorientali del Tonchino, attraversando città e villaggi che non avevano mai visto un soldato francese. Dopo essere entrato a Đồng Yan e averne distrutto la cittadella, si diresse verso il Fiume Nero, lo attraversò a Gran Co, quindi lasciò le montagne e guidò le sue truppe lungo il fiume Đày fino a Ninh Bình, accettando la sottomissione di piccole prefetture. Millot inviò le cannoniere Carabine a Phủ Lý e Mousqueton a Ninh Bình, per intimidire ulteriormente gli abitanti delle province sudorientali e per dare la caccia agli sbandati dell'esercito del principe Hoang. All'inizio di maggio, Brière de l'Isle mise alle strette il principe Hoang a Phú Ngô, diversi chilometri a nord-ovest di Ninh Bình, ma il governo francese gli vietò di attaccare le difese vietnamite, avendo appena ricevuto la notizia che la Cina era pronta a trattare con la Francia sul futuro del Tonchino. Ulteriori successi francesi nella primavera del 1884, tra cui la cattura di Thái Nguyên, avevano convinto l'imperatrice reggente Cixi a scendere a patti e a maggio fu raggiunto un accordo tra Francia e Cina. I negoziati si svolsero a Tientsin. Li Hongzhang, leader dei moderati cinesi, rappresentava la Cina e il capitano François-Ernest Fournier, comandante dell'incrociatore francese Volta, rappresentava la Francia. L'accordo di Tientsin, concluso l'11 maggio 1884, prevedeva il ritiro delle truppe cinesi dal Tonchino in cambio di un trattato globale che avrebbe regolato i dettagli del commercio e degli scambi tra Francia e Cina e avrebbe previsto la demarcazione del confine conteso con il Vietnam.
Si sperava che l'accordo di Tientsin avrebbe risolto il confronto tra Francia e Cina nel Tonchino, ma uno scontro presso Bắc Lệ il 23 giugno 1884 fra truppe francesi e truppe cinesi causò una nuova crisi. Il rifiuto della Cina di pagare un'indennità per l'imboscata di Bắc Lệ portò due mesi dopo allo scoppio della guerra franco-cinese (agosto 1884 - aprile 1885).